# バズー!魔法世界
『バズー!魔法世界』は、1993年7月23日にホット・ビィから発売されたスーパーファミコン用ゲームソフト。キャラクターデザインは山田章博。

## 設定

### 世界観
魔法が支配的地位を占める中世ヨーロッパ風の世界「イアルティス」を舞台として展開される物語である。
主人公が魔術師として修行し成長する中で、仲間と出会い、世界を旅して様々な問題を解決しながら、物語は展開していく。魔王、闇の民との戦い、騎士団、失われた帝国や魔法、古代遺跡探索などの要素が散りばめられており、一見、ファンタジーRPGとしてはよくある設定を踏襲しているかのように見えるが、そのどれもに奥深く緻密な設定がなされていることが特徴的である。たとえば魔法に関しても、RPGでは一般に「攻撃」「回復」「補助」といった系統分けをされるだけであるが、本作では8系統に分かれているなど、凝った仕様になっている。

## キャラクター
主人公（男：クレイブ、女：シャーリィ、名前は任意で変更可）
大魔道士リカルドの子。幼いころからの夢だった魔術師の道を目指すことになった。魔道士になるまでには、様々なことを学んで経験していかなければならない。
ロマール・ブレス
主人公の母方のいとこ。騎士団に入団するため、主人公といっしょにセラスへと旅立つ。決闘が大好き。
フェール・ブラント
世界中で歌を集めている吟遊詩人。いろいろな町を訪れているので皆が知らない情報をいち早く知っている。
ロット・クレイス
盗賊団を追ってきたパル教の僧侶。
ミマス・リーニアン
過去に奴隷狩りで一族を失った悲しみによって、人とうちとけられなくなっている。
ミレーヌ・デュプレ
すべてを信用しきれない、美しい姿の謎の女盗賊。
セダンテス
皮肉屋ではあるが、頼りになる無頼の剣士。
ガーランド
デュエルファン王国に占領されているダルネリアの衛兵。なぜかセダンテスには忠実。
ベリアル
北部辺境地帯に住んでいる蛮族の勇士。ネーファン王国のどこかで主人公に会う。
バイセン
奴隷商人から逃げてきたウル人。身体は人間に近いけれど頭部はオオカミという異種族。
サリア
エルフ族の王女。エメラルドの髪、ブルーの瞳を持つエルフ族きっての美女。おてんばなところもある。
シュレール
エルフ族の王。娘を人間にさらわれ、人間に対して敵意を抱いている。
リカルド
主人公の父親。非常に優秀で高名な魔道師であった。故人。
ナッシュ
主人公の父親の親友で、リカルドの遺言を伝えるために主人公の前にあらわれる。
ベラニード族
魔王オルヘスを崇拝する闇の民。人間を脅かす存在である。500年前に騎士との戦いに敗れ、地下に封印されている。旅の中では、彼らと何度も対峙することとなる。

## 評価
ゲーム誌『ファミコン通信』の「クロスレビュー」では、6・5・6・6の合計23点（満40点）、『ファミリーコンピュータMagazine』の読者投票による「ゲーム通信簿」での評価は以下の通りとなっており、19.5点（満30点）となっている。
| 項目 | キャラクタ | 音楽 | お買得度 | 操作性 | 熱中度 | オリジナリティ | 総合 |
| 得点 | 3.1        | 3.3  | 3.4      | 2.9    | 3.3    | 3.6            | 19.5 |